# Видмар, Милан (младший)
Милан Видмар (младший) (Milan Vidmar; 16 декабря 1909, Вайц, герцогство Штирия, Австро-Венгрия — 10 ноября 1980, Любляна, Югославия) — югославский шахматист, международный мастер (1950), Чемпион Словении (1952). В составе команды Югославии завоевал золотую медаль на Олимпиаде 1950 на 1-й резервной доске, показав результат 5 из 6. Сын гроссмейстера Милана Видмара.
Получил звание национального мастера в 1935 году. В чемпионатах Югославии 1939 и 1947 годов делил 6—7 места.
Участник международных турниров: Любляна 1938 (9—10 места), Котбус 1942 (1—2); Любляна 1945/46 (2—3), Карловы Вары — Марианске-Лазне 1948 (6—7), Вена 1951 (8); Опатия 1953 (10).